# Sense (vattendrag i Schweiz)
Sense är ett vattendrag i Schweiz. Det ligger i den centrala delen av landet, 28 km söder om huvudstaden Bern.
I omgivningarna runt Sense växer i huvudsak blandskog. Runt Sense är det ganska glesbefolkat, med 22 invånare per kvadratkilometer.